# Portland Trail Blazers 2004-2005
La stagione 2004-05 dei Portland Trail Blazers fu la 35ª nella NBA per la franchigia.
I Portland Trail Blazers arrivarono quarti nella Northwest Division della Western Conference con un record di 27-55, non qualificandosi per i play-off.

## Roster
| N° | Naz.                     | Ruolo | Sportivo            | Anno | Alt. | Peso |
| -- | ------------------------ | ----- | ------------------- | ---- | ---- | ---- |
| 0  | Stati Uniti (bandiera)   | A     | James Thomas        | 1980 | 203  | 107  |
| 1  | Stati Uniti (bandiera)   | G     | Derek Anderson      | 1974 | 196  | 88   |
| 3  | Stati Uniti (bandiera)   | G     | Damon Stoudamire    | 1973 | 178  | 78   |
| 4  | Stati Uniti (bandiera)   | G     | Maurice Baker       | 1979 | 185  | 79   |
| 4  | Stati Uniti (bandiera)   | G     | Geno Carlisle       | 1976 | 191  | 82   |
| 5  | Corea del Sud (bandiera) | C     | Ha Seung-jin        | 1985 | 221  | 138  |
| 10 | Stati Uniti (bandiera)   | C     | Joel Przybilla      | 1979 | 216  | 116  |
| 14 | Stati Uniti (bandiera)   | G     | Richie Frahm        | 1977 | 196  | 95   |
| 19 | Stati Uniti (bandiera)   | G     | Nick Van Exel       | 1971 | 185  | 77   |
| 21 | Stati Uniti (bandiera)   | A     | Ruben Patterson     | 1975 | 196  | 102  |
| 23 | Stati Uniti (bandiera)   | A     | Darius Miles        | 1981 | 206  | 95   |
| 25 | Stati Uniti (bandiera)   | A     | Travis Outlaw       | 1984 | 206  | 95   |
| 31 | Stati Uniti (bandiera)   | G     | Sebastian Telfair   | 1985 | 183  | 75   |
| 33 | Stati Uniti (bandiera)   | A     | Shareef Abdur-Rahim | 1976 | 206  | 102  |
| 38 | Russia (bandiera)        | A     | Viktor Chrjapa      | 1982 | 206  | 95   |
| 42 | Stati Uniti (bandiera)   | AC    | Theo Ratliff        | 1973 | 208  | 102  |
| 50 | Stati Uniti (bandiera)   | A     | Zach Randolph       | 1981 | 206  | 115  |

## Staff tecnico
- Allenatori: Maurice Cheeks (22-33) (fino al 2 marzo)[1], Kevin Pritchard (5-22)
- Vice-allenatori: Tim Grgurich, John Loyer, Jim Lynam, Dan Panaggio, Bernard Smith
- Preparatore atletico: Jay Jansen
- Assistente preparatore: Geoff Clark
- Preparatore fisico: Bob Medina